# Rui Duarte
Rui Sandro de Carvalho Duarte (nacido el 11 de octubre de 1980 en Lisboa) es un exfutbolista y entrenador portugués que jugaba como defensa lateral.

## Trayectoria
| Club                 | País     | Año                 |
| -------------------- | -------- | ------------------- |
| Sacavenense          | Portugal | 1995–2000 (juvenil) |
| Casa Pia AC          | Portugal | 2000–2002           |
| Estoril              | Portugal | 2003–2006           |
| Boavista FC (cedido) | Portugal | 2005–2006           |
| Estrela Amadora      | Portugal | 2006–2008           |
| FC Braşov            | Rumania  | 2008–2010           |
| Rapid Bucureşti      | Rumania  | 2010-               |